# Miřejovice (Nová Ves)
Miřejovice jsou malá vesnice, část obce Nová Ves v okrese Mělník ve Středočeském kraji. Nachází se asi 3,5 kilometru jižně od Nové Vsi. Leží na levém břehu Vltavy. Je zde evidováno 33 adres. Trvale zde žije 61 obyvatel.
Miřejovice leží v katastrálním území Nové Ouholice o výměře 3,42 km².

## Historie
První písemná zmínka o vesnici pochází z roku 1390.

## Obyvatelstvo
| Rok            | 1869 | 1880 | 1890 | 1900 | 1910 | 1921 | 1930 | 1950 | 1961 | 1970 | 1980 | 1991 | 2001 | 2011 | 2021 |
| -------------- | ---- | ---- | ---- | ---- | ---- | ---- | ---- | ---- | ---- | ---- | ---- | ---- | ---- | ---- | ---- |
| Počet obyvatel | 85   | 74   | 92   | 90   | 73   | 99   | 65   | 79   | 87   | 88   | 80   | 63   | 61   | 77   | 78   |
| Počet domů     | 16   | 12   | 16   | 16   | 11   | 12   | 16   | 27   | 27   | 27   | 26   | 29   | 31   | 30   | 31   |

## Obecní správa
Při sčítání lidu v letech 1850–1899 byly Miřejovice osadou obce Ouholice v okrese Slaný. V letech 1900–1960 byly osadou obce Staré Ouholice, s nimiž patřily nejprve do okresu Slaný, v letech 1921–1950 do okresu Kralupy nad Vltavou a od roku 1960 k okresu Mělník. Od 12. června 1960 do 31. prosince 1979 byly částí obce Nové Ouholice v okrese Mělník. Od 1. ledna 1980 jsou částí obce Nová Ves v okrese Mělník.